# Mark Granovetter
Mark S. Granovetter (* 20. Oktober 1943 in Jersey City) ist ein amerikanischer Soziologe und Wirtschaftswissenschaftler. Berühmt wurde er durch seine Studien zu weak ties bzw. strong ties in sozialen Netzwerken; für Jens Beckert ist er „der international vermutlich prominenteste Vertreter der Netzwerkanalyse“.

## Leben
Granovetter studierte an der Princeton University und der Harvard University. Später hatte er Lehrtätigkeiten an der Northwestern University (Illinois, USA), der State University of New York at Stony Brook und der Johns Hopkins University (Baltimore, USA) inne. Granovetter lehrt seit 1995 an der Stanford University.
Er war 1981/82 Guggenheim-Stipendiat und wurde 2008 zum Mitglied der American Academy of Arts and Sciences ernannt, 2020 zum Mitglied der National Academy of Sciences. Die Universität Stockholm (1996) und das Institut d’études politiques de Paris (2006) verliehen Granovetter die Ehrendoktorwürde. Für 2021 wurde ihm ein BBVA Foundation Frontiers of Knowledge Award zugesprochen.

## Werk und Wirken
Granovetters wichtigste Beiträge zur Soziologie sind seine Gedanken zu sozialen Netzwerken, die sich zum einen mit dem Erfolg „schwacher“ Beziehungen („weak ties“) beschäftigen und zum anderen mit der „Einbettung“ („embeddedness“) individuellen ökonomischen Verhaltens in soziale Bezüge.

### Starke versus schwache Bindungen (Strong tiesandweak ties)
In seinem einflussreichen Aufsatz „The Strength of Weak Ties“ (1973) definiert Granovetter die Stärke einer Beziehung als eine Kombination von vier Komponenten: die Menge an Zeit, die zwei Personen miteinander verbringen, der Grad der emotionalen Intensität der Beziehung, Intimität (gegenseitiges Vertrauen) und die Art der reziproken Hilfeleistungen, die die Beziehung charakterisieren.

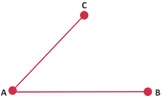
Abb. 1: verbotene Triade

Im selben Aufsatz stellt Granovetter die Hypothese der verbotenen Triade auf. Diese besagt, dass wenn zwei Personen A und B eine starke Beziehung (strong tie) zueinander haben und A ebenfalls eine starke Beziehung zu Person C hat, dass dann mit großer Wahrscheinlichkeit auch Personen B und C eine Beziehung zueinander haben. Eine Triade mit der Konstellation starker Beziehungen zwischen A und B sowie A und C, aber keiner Beziehung (absent tie) zwischen B und C, hält Granovetter für in hohem Maße unwahrscheinlich. Er nennt sie deshalb eine verbotene Triade (Abb. 1). Diese Annahme stützt sich auf die Eigenschaft der Transitivität, die strong ties auszeichnet. Die Akteure B und C sind jeweils zu A ähnlich und somit auch zueinander, was eine Beziehung zwischen ihnen wahrscheinlich macht. Granovetter betont, dass es sich bei der Transitivität nicht um eine generelle Eigenschaft sozialer Strukturen handelt, sondern dass sie als eine Funktion der Beziehungsstärke interpretiert werden kann. Netzwerke, in denen die Beziehungen zwischen den Akteuren aus strong ties bestehen, sind stark integriert und intensiv miteinander verknüpft, beispielsweise enge Freundschaften oder eine Familie.

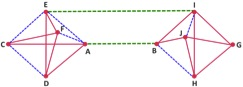
Abb. 2: zwei durch Brücken (grün) verbundene Netzwerke

Den strong ties stehen Beziehungen gegenüber, die weniger intensiv sind, wie etwa flüchtige Bekanntschaften (weak ties). Weak ties sind nicht (oder mit geringerer Wahrscheinlichkeit) transitiv. Sie besitzen jedoch in Form von Brücken (local bridges) andere wichtige Funktionen. Eine Brücke ist eine schwache Beziehung, die die einzige Verbindung zwischen A und B darstellt und somit der einzige Weg, auf dem Informationen oder andere Ressourcen zwischen A und B und deren indirekten Kontakten ausgetauscht werden können (Abb. 2).
Granovetter fand bereits in seiner Doktorarbeit (1970), einer der ersten explizit netzwerktheoretischen Studien, die sich mit beruflicher Mobilität beschäftigte, heraus, dass gerade die schwachen Verbindungen für Erfolge der Akteure im Netzwerk sorgten. Der Aufsatz „The Strength of Weak Ties“ zählt mit knapp 50.000 Erwähnungen (Stand 2018) zu den meistzitierten in der Soziologie und ist mit weitem Abstand der meistzitierte in netzwerktheoretischen Zusammenhängen. Der Aufsatz wurde in seiner ersten Fassung 1969 vom American Sociological Review abgelehnt.

### Einbettung
Granovetters zweiter einflussreicher Beitrag beschäftigt sich mit der Einbettung („embeddedness“) individuellen Verhaltens und lieferte damit einen Vorschlag, wie Makro- und Mikro-Zugänge zur Erklärung menschlichen Verhaltens auf einer mittleren Ebene vereinigt werden können.
Er kritisiert, dass in der ökonomischen Theorie meist untersozialisierte, also abstrakte Theorien umfassende Erklärungsmodelle liefern, die dem einzelnen Menschen dabei immer rationales, effizientes Verhalten unterstellen und damit der komplexen Wirklichkeit nicht gerecht werden. Auf der anderen Seite sieht er bei einer rein soziologischen Betrachtung die Gefahr, dass sie sich auf die individuellen Unterschiede zwischen den Menschen wegen ihrer je verschiedenen Interessen beschränkt und so ein übersozialisiertes Akteurmodell vertritt, in dem der einzelne Mensch als isoliertes Einzelwesen betrachtet wird.
Deshalb hält es Granovetter für notwendig, dass die Verbindungen eines Menschen zu seinen sozialen Kontexten einbezogen werden, also sein persönliches Umfeld, in das er vertraut. So geraten auch kulturelle und symbolische Faktoren wieder in den Blick der soziologischen Netzwerkanalyse.

## Schriften (Auswahl)
als Autor
- The Strength of Weak Ties. In: American Journal of Sociology 78 (1973), S. 1360–1380 (PDF von der Website der Stanford University; 2,2 MB).
- Economic Action and Social Structure. The Problem of Embeddedness. In: American Journal of Sociology 91 (1985), S. 481–510 (PDF von der Website Stanford University; 3,2 MB).
- Getting a Job: A Study of Contacts and Careers. 2. Auflage, University of Chicago Press, Chicago 1995, ISBN 0-226-30581-3 (Vorschau bei Google Bücher).
- The Impact of Social Structure on Economic Outcomes. In: Journal of Economic Perspectives 19 (2005), Nr. 1, S. 33–50 (PDF; 114 kB).

als Herausgeber
- (mit Richard Swedberg): The Sociology of Economic Life (Taschenbuch), Westview Press, 2. Auflage 2001, ISBN 0-8133-9764-2.